# 小林秀司
小林 秀司（こばやし しゅうじ、1939年4月17日 - ）は、日本の元スピードスケート選手である。長野県出身。
岡谷工業高校時代にはインターハイ10000mで3連覇を達成。明治大学在学時の1960年スコーバレーオリンピックに出場、1500m34位、5000m24位、10000m21位だった。